# Stålstuten
Der Stålstuten (norwegisch für Planierraupe) ist ein hoch aufragender Gebirgskamm im ostantarktischen Königin-Maud-Land. Im Mühlig-Hofmann-Gebirges erstreckt er sich vom Hochlinfjellet in nordöstlicher Richtung.
Norwegische Kartographen, die sie auch benannten, kartierten sie anhand von Vermessungen und Luftaufnahmen der Dritten Norwegischen Antarktisexpedition (1956–1960).